# Планета, покрытая лавой

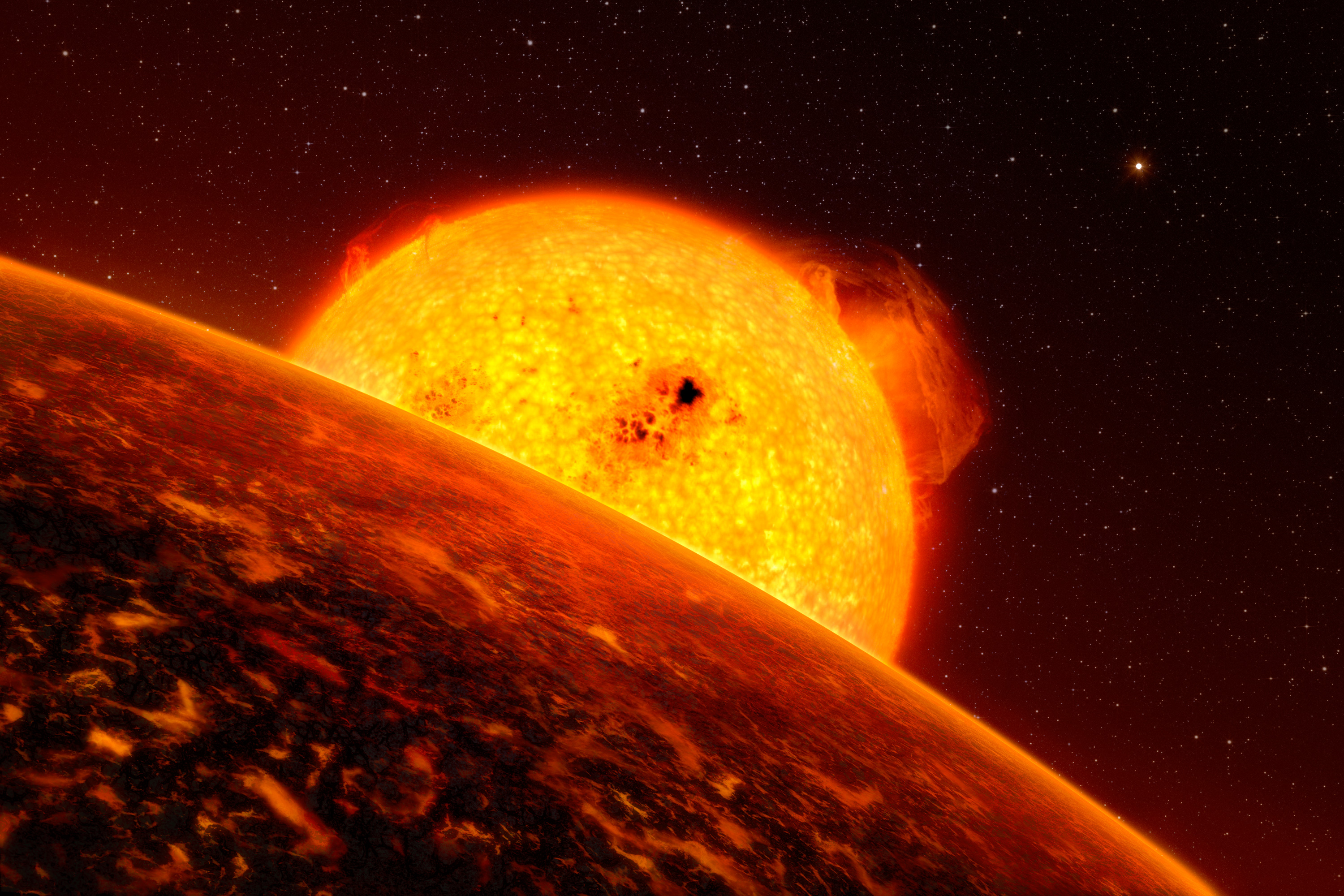
Экзопланета CoRoT-7 b в представлении художника

Планета, покрытая лавой — гипотетический тип землеподобных экзопланет, поверхность которых частично или полностью покрыта расплавленной лавой. Такая планета может существовать, если она расположена очень близко к родительской звезде и/или постоянно нагревается за счёт приливных сил. Кроме того, любая планета земного типа может временно переходить в состояние планеты, покрытой лавой, если в недавнее время планета пережила столкновение с другим крупным космическим объектом, и поверхность ещё не успела остыть.

## Описание

Художественная анимация вращения вокруг Янссена (55 Рака e)

Планеты, покрытые лавой, вероятно, находятся на очень близкой к своей звезде орбите. У планет с эксцентричной орбитой гравитация родительской звезды будет деформировать планету, периодически (каждый оборот) вызывая трения в коре и мантии, и, как следствие, производство внутреннего тепла. Этот приливный разогрев может расплавить породы в магму, которая будет выливаться на поверхность через вулканы. Похожие объекты есть и в Солнечной системе. Например, спутник Юпитера — Ио, наиболее геологически активный мир в Солнечной системе, имеет сотни вулканических центров и обширные потоки лавы. Планеты, покрытые лавой, находящиеся очень близко к их родительской звезде, возможно, имеют даже большую вулканическую активность, чем у Ио, в результате чего некоторые астрономы стали использовать термин супер-Ио. Этот класс экзопланет может напоминать Ио высокой концентрацией серы на их поверхности, что связано с непрерывным активным вулканизмом.
Однако нагрев приливными силами — не единственный фактор формирования планеты, покрытой лавой. Интенсивное звёздное облучение также способно расплавить поверхность коры до жидкого состояния. Вся площадь освещённой поверхности приливно заблокированной планеты может представлять собой океан из лавы, в то время как тёмная сторона может быть достаточно холодной и даже покрытой льдом, или же, при более высокой средней температуре планеты, иметь лавовые озёра. На такой планете возможен каменный дождь, вызванный конденсацией в атмосфере минералов, испарившихся с горячей стороны.

## Кандидаты
Несколько известных экзопланет могут быть лавовыми планетами, учитывая их достаточно малую массу, размер и орбиту. Вероятно, к лавовым экзопланетам относятся CoRoT-7 b, Kepler-10 b, Альфа Центавра B b, и Kepler-78 b.

### CoRoT-7 b
COROT-7 b (ранее называлась COROT-Exo-7 b) — экзопланета (суперземля), которая обращается вокруг звезды COROT-7 и находится в созвездии Единорога. Была обнаружена в начале 2009 года космическим аппаратом «COROT». На то время она была самой маленькой из известных экзопланет, её радиус составляет 1,58 ± 0,1 земных радиусов. Масса планеты согласно исследованиям равна 7,42 ± 1,21 земных масс. Таким образом, средняя плотность планеты оценивается в 10,4 ± 1,8 г/см3. Планета расположена очень близко к светилу (0,017 а. е.) и обращается вокруг него за 20 часов, что делает год на этой планете одним из самых коротких из всех известных.
Впоследствии было установлено, что на планете (на её освещённой стороне) находится обширный лавовый океан, который образуется при температуре около +2500—2600 °C. Это выше температуры плавления большинства известных минералов. Атмосфера планеты состоит главным образом из испарившейся породы, и выпадает на тёмную и освещённую сторону каменными дождями. Планета, вероятно, повёрнута к звезде постоянно одной стороной.
Условия на освещённой и неосвещённой стороне планеты очень сильно отличаются. В то время как освещённая сторона представляет собой бурлящий океан, находящийся в непрерывной конвекции, неосвещённая, вероятно, находится на коре застывшей лавы и, возможно, покрыта огромным слоем обычного водяного льда. Компьютерные модели показали, что CoRoT-7 b может быть скалистым остатком газового гиганта размером с Сатурн, который был «выпарен» звездой до ядра.

### Kepler-10 b
Kepler-10 b — одна из экзопланет, открытых телескопом «Кеплер», и на январь 2011 года была наименьшей экзопланетой по радиусу (1,48R⊕). Масса составляет 4,6M⊕, из этих значений была вычислена плотность (8,8 г/см³). Планета обращается вокруг Kepler-10 за 0,84 дня. Это также первая достоверно известная железная экзопланета. Изучение продолжалось восемь месяцев с мая 2009 до начала 2010 года. Планета, вероятно, имеет высокую температуру поверхности — около 1800 K (~1527 °C) на дневной стороне. Очень высокая температура поверхности приводит к тому, что железо на планете будет в жидком состоянии. Родительская звезда — старый жёлтый карлик возрастом около 12 миллиардов лет, массой 0,89 солнечных и светимостью, равной солнечной

### Kepler-78 b
55 Cancri

Астрономы NASA открыли планету 55 Cancri, которая находится в 50 световых годах от Земли. Температура этой планеты превышает температуру плавления металлов, на 55 Cancri текут реки лавы, а горизонт украшен инфернальными пейзажами. На солнечной её части расположился океан лавы

## Терраформирование
Планету, покрытую лавой, как предполагается, почти невозможно терраформировать. На первом этапе можно было бы переместить планету на более отдалённую от звезды орбиту, дав остыть. Это может помочь затвердеть расплавленной поверхности. После этого момента она может быть терраформирована в том же процессе, как планета земного типа.